# Żylice
Żylice – wieś w Polsce położona w województwie wielkopolskim, w powiecie rawickim, w gminie Rawicz.
W okresie Wielkiego Księstwa Poznańskiego (1815-1848) miejscowość należała do wsi większych w ówczesnym pruskim powiecie Kröben (krobskim) w rejencji poznańskiej. Żylice należały do okręgu bojanowskiego tego powiatu i stanowiły część majątku Łaszczyn, którego właścicielem był wówczas Szczaniecki. Według spisu urzędowego z 1837 roku wieś liczyła 206 mieszkańców, którzy zamieszkiwali 35 dymów (domostw). W 1921 roku stacjonowała tu placówka 17 batalionu celnego.
W latach 1975–1998 miejscowość administracyjnie należała do województwa leszczyńskiego.
Na terenie wsi znajduje się ferma drobiu „Woźniak”, będąca niegdyś oddziałem PGR z Łaszczyna. Przed prywatyzacją zakład nie wykorzystywał pełnych zdolności produkcyjnych majątku trwałego. Budynki i infrastruktura zakładu zostały rozbudowane ponad dwukrotnie.